# دانلو (ویرجینیای غربی)
دانلو (به انگلیسی: Dunlow) یک شهر در ایالات متحده آمریکا است که در شهرستان وین، ویرجینیای غربی واقع شده‌است. دانلو ۰٫۷ کیلومتر مربع مساحت و ۱٬۱۰۵ نفر جمعیت دارد و ۳۳۵٫۸۹ متر بالاتر از سطح دریا واقع شده‌است.